# Myrosmodes filamentosum
Myrosmodes filamentosum är en orkidéart som först beskrevs av Rudolf Mansfeld, och fick sitt nu gällande namn av Leslie Andrew Garay. Myrosmodes filamentosum ingår i släktet Myrosmodes och familjen orkidéer.
Artens utbredningsområde är Ecuador. Inga underarter finns listade i Catalogue of Life.